# Route 565 (Nouveau-Brunswick)
Pour les articles homonymes, voir Route 565.
La route 565 est une route locale du Nouveau-Brunswick située dans l'ouest de la province, au sud-est de Perth-Andover et au nord de Florenceville. Elle traverse une région principalement agricole et vallonneuse. De plus, elle mesure 21 kilomètres, et est pavée sur toute sa longueur.

## Tracé
La 565 débute dans le centre de Bath, sur la route 105. Elle commence par quitter la ville vers l'est en étant nommée rue Mechanic, puis elle se dirige vers le nord pour traverser Haley Corner et Giberson Settlement. Elle traverse ensuite Holmesville, puis elle se dirige vers l'ouest pour rejoindre Maplehurst en étant un peu sinueuse, possédant quelques courbes serrées. Elle se termine à Upper Kent, sur la route 105 à nouveau, près du fleuve Saint-Jean. 

## Intersections principales
| Route 565         |                     |    |                                                        |                           |
| Comté             | Location            | km | Intersection/Destinations                              | Notes                     |
| Comté de Carleton | Bath                | 0  | R-105, Bristol, Florenceville                          | extrémité sud de la 565   |
| Comté de Carleton | Haley Corner        | ~3 | Chemin South Johnville est, South Johnville            |                           |
| Comté de Carleton | Giberson Settlement | ~5 | chemin Johnville est, Johnville, Murphy Corner         |                           |
| Comté de Carleton | Holmesville         | 11 | Chemin Cahill/Chemin Doherty, Tarrtown, Moose Mountain |                           |
| Comté de Carleton | Upper Kent          | 21 | R-105, Grand Falls, Bath                               | extrémité ouest de la 565 |